# Рославлево (Ростовский район)
Ро́славлево — село в Ростовском районе Ярославской области. Относится к Петровскому сельскому поселению.

## Общие сведения
На 2010 год постоянно проживающее (прописанное) население отсутствует. Фактически в четырёх домах круглогодично проживают люди. В летний период в селе наблюдается до 15 домов дачников, преимущественно из Москвы.
Село расположено в живописном уголке Ярославской области в окружении смешанных и хвойных лесов. В сезон окружающие леса богаты различными грибами: от ранних весенних (сморчков, строчков и т. п.) и позднее лисички, подосиновики, подберёзовики, белые грибы.
Неподалёку от села располагаются средних размеров пруды, в самом селе расположены два мелких пруда — Святой и Поганый. В нескольких километрах от Рославлево протекает река Сара, имеется родник с питьевой водой.
В окрестностях села обитают характерные для тех мест дикие звери: лоси, кабаны, лисы, зайцы. Реже встречаются волки, медведи, еноты. Из грызунов встречаются преимущественно мыши, хомяки. Так же были замечены ужи и гадюки.

## История
Из истории села Рославлево: «…Одно из первоначальных в данной местности славянских поселений. По свидетельству рукописей Хлебникова и Артынова, в древности на месте села Рославлева стоял терем какого-то князя Рослава, от которого и перешел к князю Святополку; затем, в XIV в.. этим местом владел павший в Мамаевом побоище Ростовский князь Константин Владимирович, а по смерти его, оно перешло к его дочери княгине Марии, супруге князя Ивана Федоровича, которая и отдала это имение в приданое за своею дочерью Татьяной, выданной за князя Андрея Ивановича Хохолкова…»

## Население
| 1859 | 1914 | 2007 | 2010 |
| ---- | ---- | ---- | ---- |
| 228  | ↘220 | ↘0   | →0   |

## Достопримечательности
В селе находится Храм Воскресения Словущего. История появления Храма:
«…Церковь села Рославлева, каменная пятиглавая, в связи с колокольнею, сооружена усердием прихожан в 1807 году. В ней два престола: Обновления храма Воскресения Христова и Преподобного Сергия. До 1802 года здесь существовал деревянный храм, который по причине ветхости и был нарушен, а антиминс его освященный в 1709 году, архиепископом Антонием перенесен в новую церковь. Из храмовых икон особенно уважаются две: икона Знамения и икона Владимирской Пресвятой Богородицы…»
В настоящее время Храм практически разрушен, остался лишь каркас здания. На внутренних сторонах стен и сводов частично сохранились остатки росписи.
Рядом с церковью располагается сельское кладбище.

## Фотографии

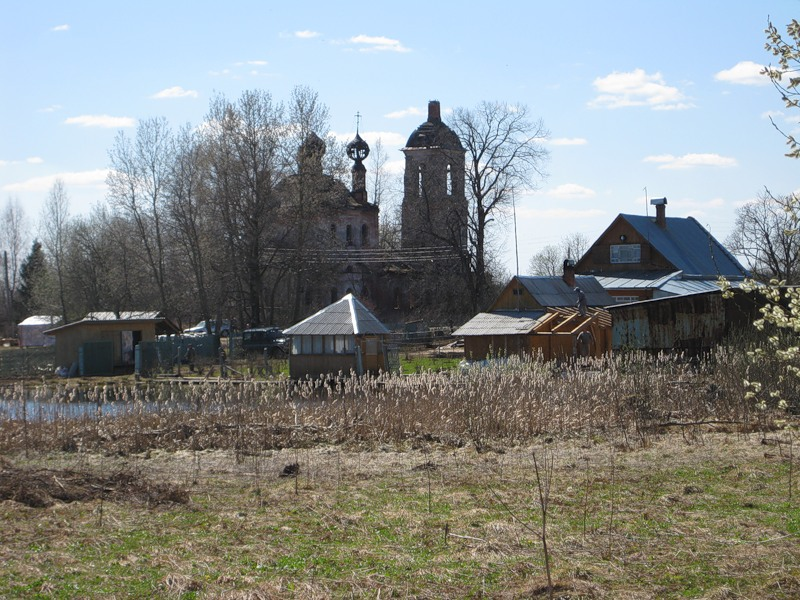
Панорама села
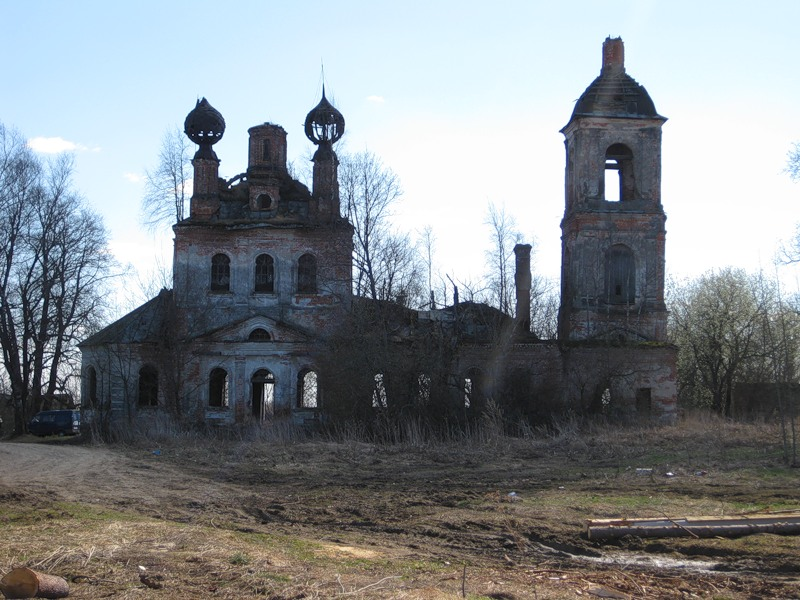
Храм Воскресения Словущего (1810 год)
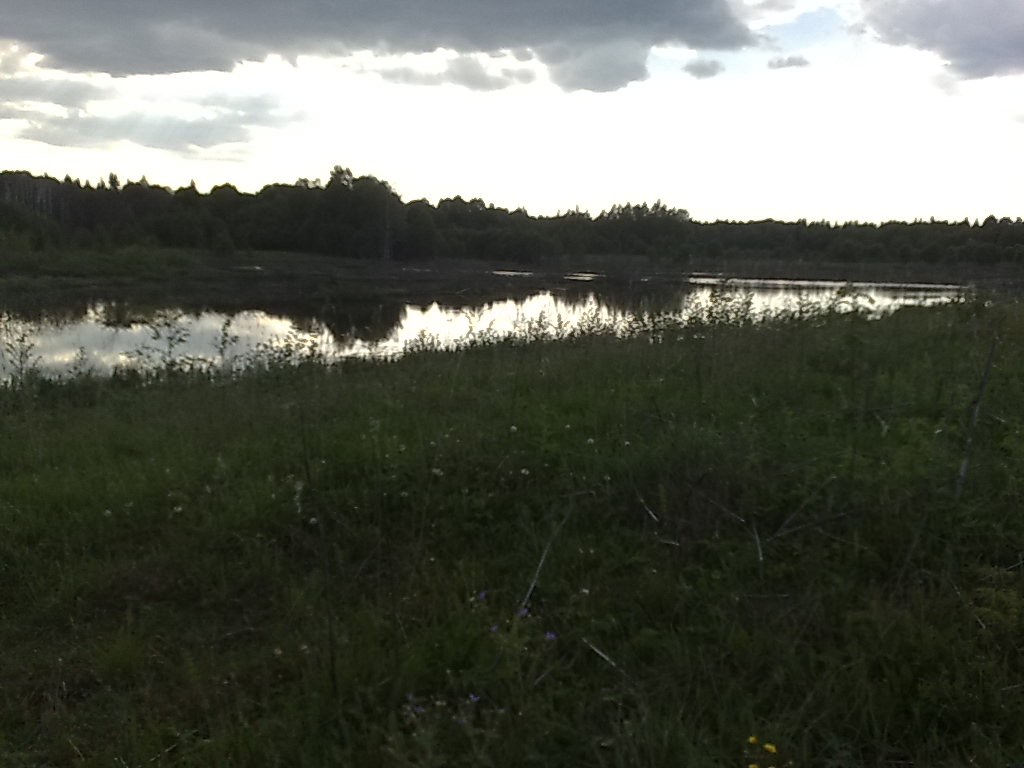
Рыболовный пруд рядом с селом
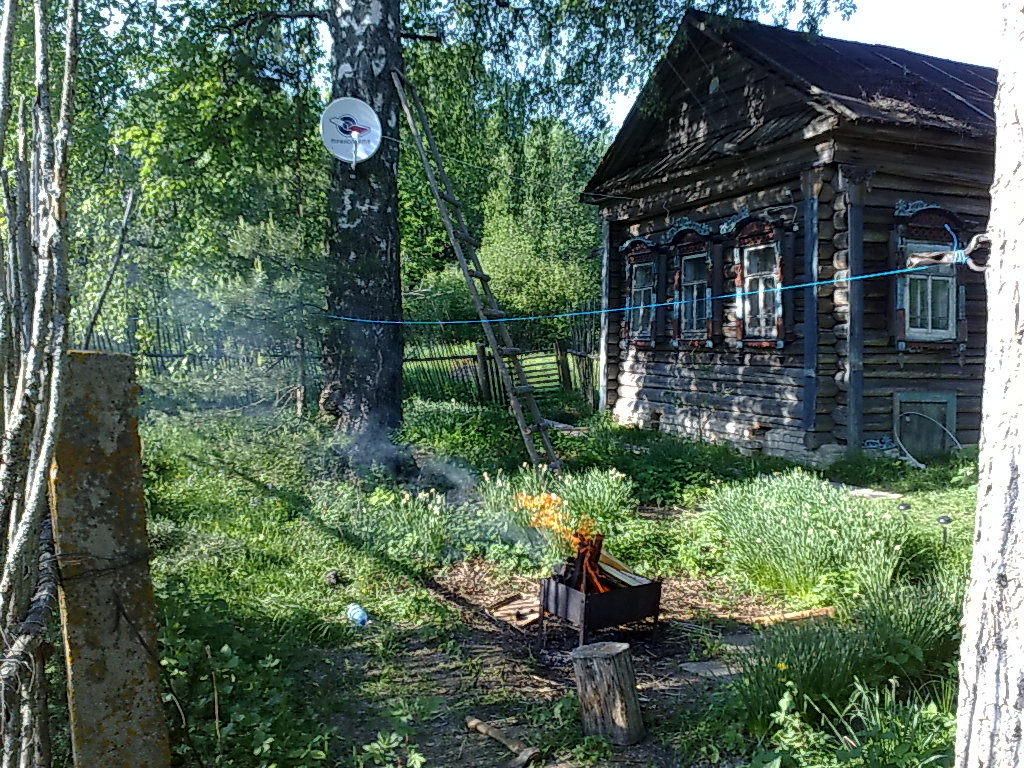
Один из сельских домов
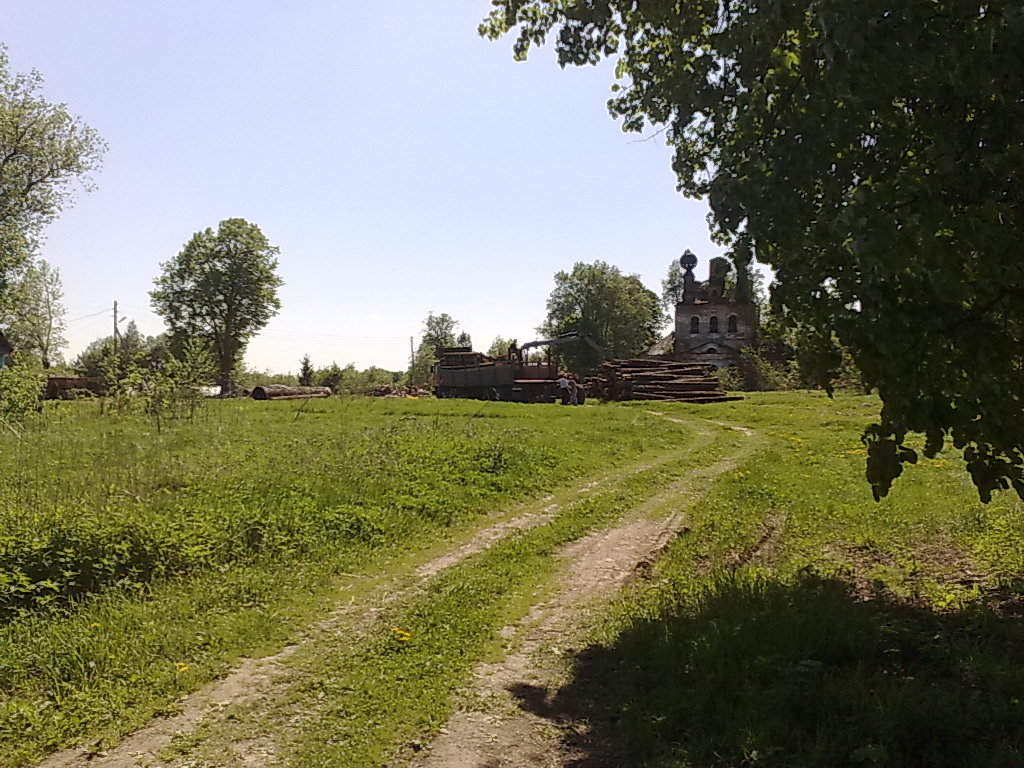
Дорога через село
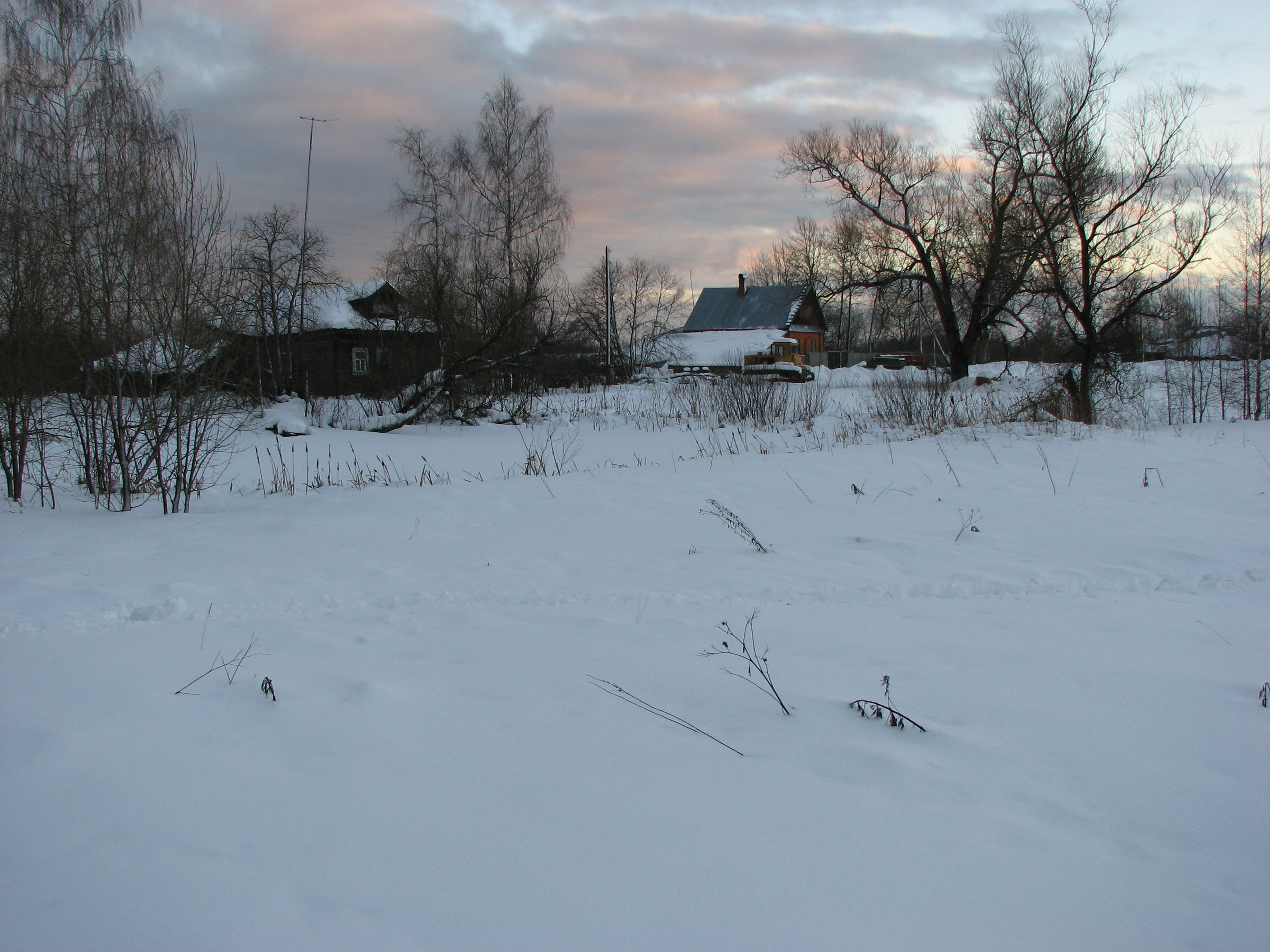
Зимнее Рославлево
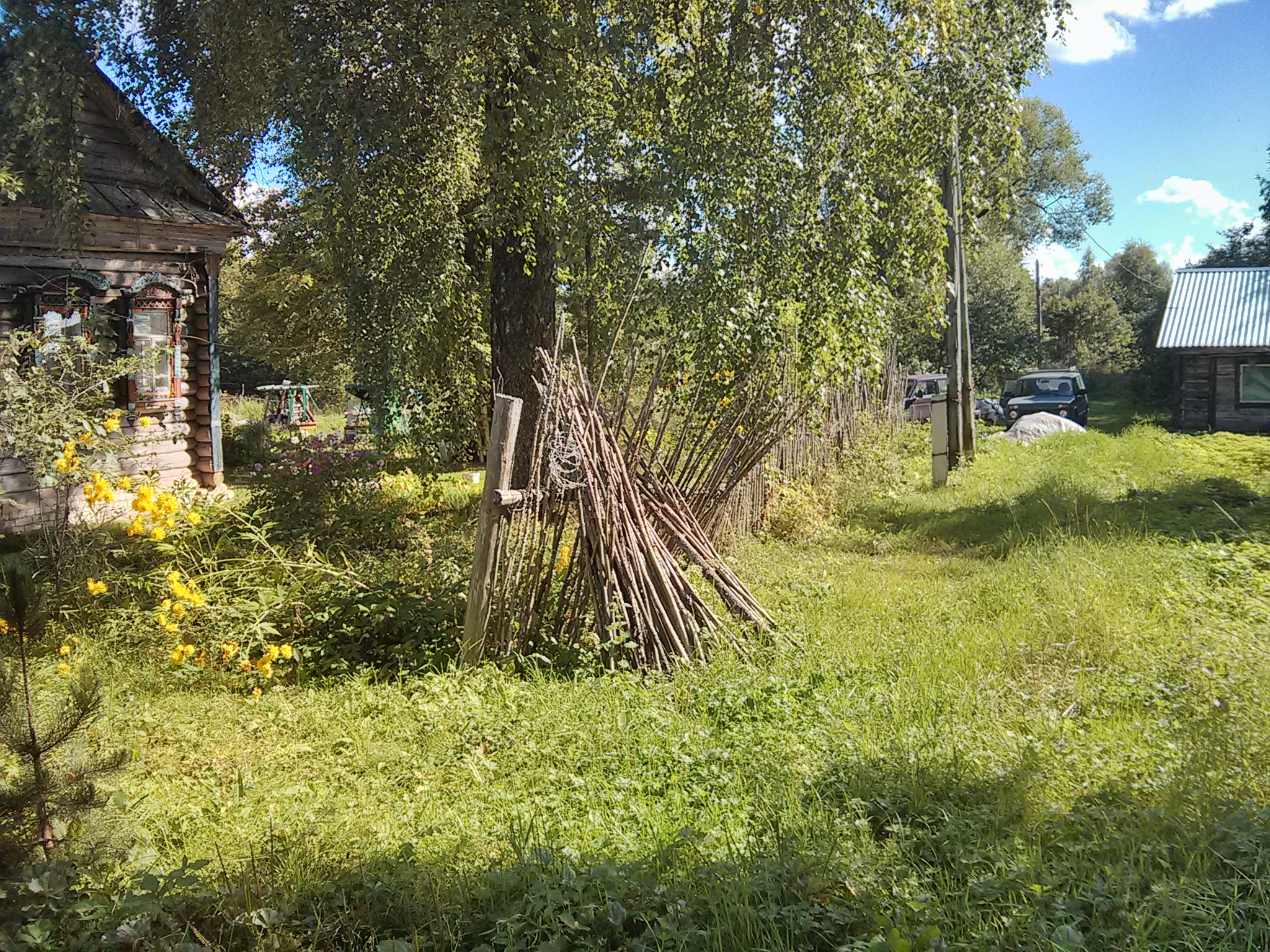
Окраина села Рославлево